# Amaranthus venulosus
Amaranthus venulosus là loài thực vật có hoa thuộc họ Dền. Loài này được S.Watson mô tả khoa học đầu tiên năm 1882.